# ب قصيلة (الرجم)

تعديل مصدري - تعديل

ب قصيلة هي إحدى قرى عزلة بني البدي بمديرية الرجم التابعة لمحافظة المحويت، بلغ تعداد سكانها 245 نسمة حسب تعداد اليمن لعام 2004.